# Ulrich I. (Falkenstein)
Ulrich I. von Falkenstein (* unbekannt; † 1. November 1300) war ein Adliger des Hauses Falkenstein.

## Familie
Ulrich I. von Falkenstein war ein Sohn von Philipp II. von Falkenstein und dessen Ehefrau Gisela von Kyrburg.
Seine Ehe mit Adelheid, zu der keine näheren Informationen bekannt sind, blieb kinderlos.

## Leben
Die Informationen über sein Leben sind bisher noch recht dünn: Urkundlich belegt ist ein Grundstückskauf vom Dalheim im Jahr 1295 und eine Schenkung an das Kloster Arnsburg bei Lich im Jahr 1296. Da er keine Nachkommen hinterließ, ging sein Besitz nach seinem Tod auf seinen Bruder Philipp IV. von Falkenstein über.